# 阿里納角
69°51′S 68°2′W / 69.850°S 68.033°W
阿里納角（英語：Arena Corner），是南極洲的冰原島峰，位於帕爾默地的賴米爾海岸，處於麥休戈峰以東4公里，屬於特勒弗斯山脈的一部分，在1977年由英國南極名稱諮詢委員命名，現時由南極條約體系管理。